# Arapiles (Kasztília és León)
Arapiles egy község Spanyolországban, Salamanca tartományban. Arapiles Miranda de Azán, Aldeatejada, Salamanca, Carbajosa de la Sagrada, Calvarrasa de Arriba, Terradillos és Mozárbez községekkel határos. Lakosainak száma 739 fő (2024).

## Népesség
A település népessége az elmúlt években az alábbi módon változott:
| Lakosok száma | 501  | 491  | 486  | 548  | 612  | 632  | 653  | 660  | 693  | 739  |
|               | 2001 | 2004 | 2007 | 2009 | 2012 | 2014 | 2017 | 2019 | 2022 | 2024 |